# Listă de spanioli celebri
- Pictori : Pablo Picasso , Diego Velázquez, Salvador Dalí
- Arhitecți : Antoni Gaudí, Santiago Calatrava
- Scriitori : Miguel de Cervantes, Arturo Pérez-Reverte, Manuel Vázquez Montalbán, Jorge Semprún, Federico García Lorca, Félix Lope de Vega, Camilo José Cela, Pascual Madoz Ibañez, Miguel Delibes.
- Cineaști : Luis Buñuel, Pedro Almodóvar, Alejandro Amenábar
- Compozitori : Isaac Albéniz, Manuel de Falla, Enrique Granados, Joaquín Turina

## Vezi și
- Listă de actori spanioli